# Scleronycteris ega
Scleronycteris ega là một loài động vật có vú thuộc chi đơn loài Scleronycteris trong họ Dơi mũi lá, bộ Dơi. Loài này được Thomas mô tả năm 1912.